# KNBC
KNBC, canal 4, es un canal de televisión poseída y operada por la National Broadcasting Company (NBC), una cadena de televisión estadounidense, licenciado para Los Ángeles, California. Los estudios y oficinas de KNBC están ubicadas en el complejo de NBC Studios en los Estudios Universal en Universal City, California, y su transmisor está situado en Mount Wilson. En las pocas zonas del oeste de los Estados Unidos en donde los espectadores no puedan recibir los programas de NBC por aire, KNBC está disponible en satélite para suscriptores de DirecTV.
KNBC es una de dos estaciones de televisión poseídas por NBC Universal licenciadas para Los Ángeles; los otros son KVEA (canal 52), un concesionario de Telemundo. Hasta el 6 de julio de 2011, la compañía también era propietaria de la estación independiente española KWHY-TV (canal 22).

## Historia
Canal 4 comenzó sus emisiones por primera vez el 16 de enero de 1949, bajo la sigla KNBH (acrónimo de NBC Hollywood). Su debut fue la penúltima entre las estaciones de VHF en Los Ángeles, y la última de las cinco estaciones originales poseídas por NBC que firmó su contracto. A diferencia de las cuatro otras estaciones, KNBH fue la única estación de televisión perteneciente a NBC que no benefició de tener una estación hermana en la radio. NBC Radio fue afiliado con KFI en Los Ángeles, y esa relación extendió a la televisión en agosto de 1948, cuando KFI-TV (canal 9, ahora KCAL-TV) se lanzó como una filial de televisión de la NBC. Cuando KNBH firmó su contracto, KFI-TV fue obligado a renunciar sus derechos a la programación de NBC, aunque de KFI Radio mantuvo su relación con la cadena.
La estación cambió su indicativo de señal a KRCA-TV (para la compañía que entonces era la empresa matriz de la NBC, la Radio Corporation of America) en 1954. El indicativo de señal se cambió de nuevo el 11 de noviembre de 1962, cuando la NBC trasladó la identidad KNBC de su estación de radio de San Francisco (que se convirtió en KNBR) y lo aplicó al canal 4 en Los Ángeles.

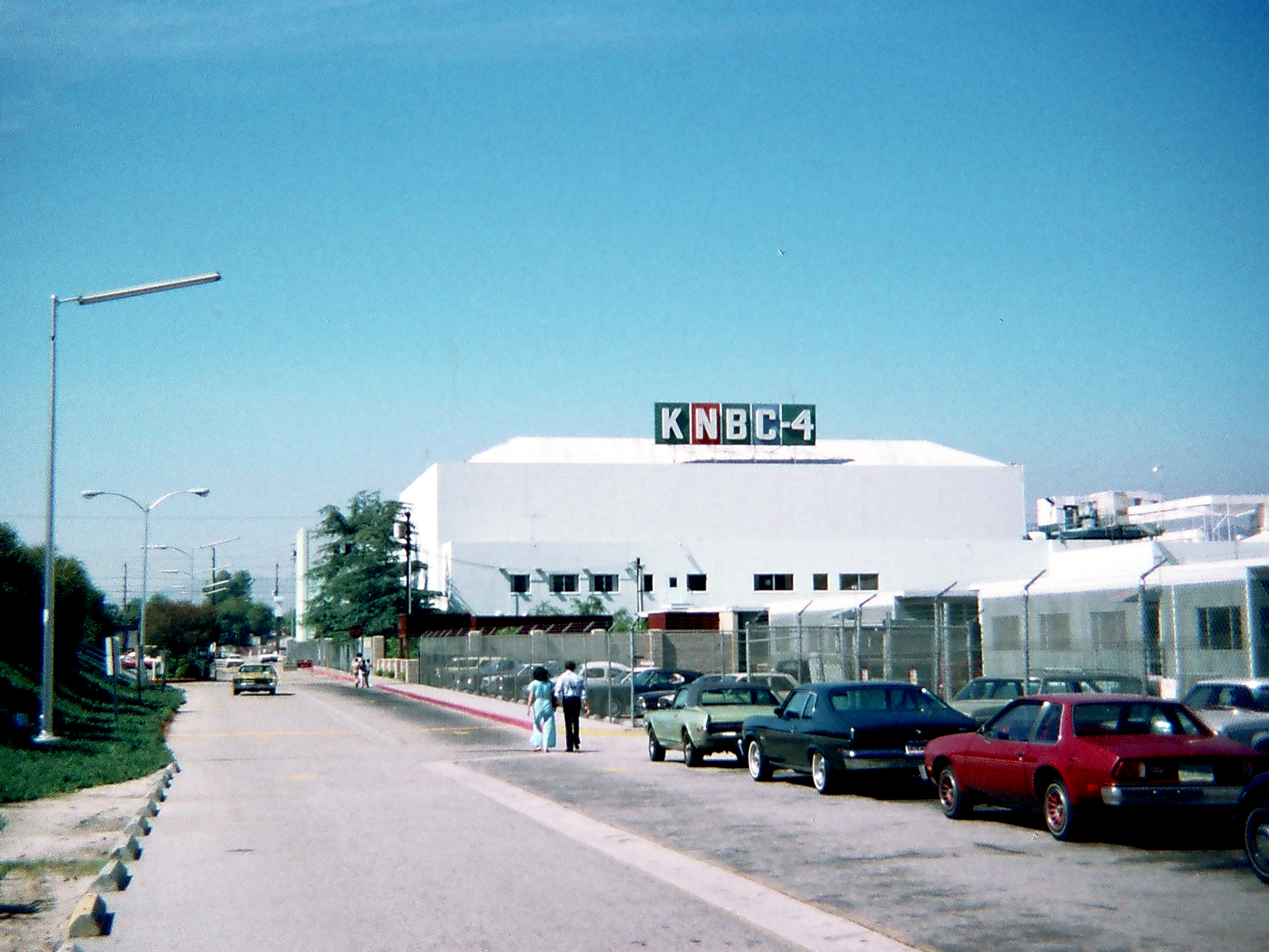
Estudios de KNBC en Burbank, California en 1978.

Canal 4 originalmente emitió desde los NBC Radio City Studios en Sunset Boulevard y Vine Street en Hollywood. En noviembre de 1962, después de más de 13 años de emisiones en Hollywood, la estación trasladó al estudio para emisiones en color operado por la cadena en los suburbios de Burbank. "NBC Color City," como se le conocía entonces, ya estaba en operación desde marzo de 1955, y fue por lo menos cuatro a cinco veces más grande que el Radio City, y podría fácilmente acomodar programación de estudio producida localmente por KRCA-TV. Las operaciones de NBC Radio en la Costa Oeste finalmente siguió el Canal 4 a Burbank después de poco tiempo.
El 16 de enero de 2009, KNBC celebró su sexagésimo aniversario con un homenaje de una hora dedicada a la historia de la estación, contando con la presencia de sus presentadores y funcionarios populares del pasado y del presente y un tributo a las noticias más importantes de su historia. KNBC y las otras estaciones poseídas y operadas por la NBC introdujeron una nueva mirada a sus sitios web cerca del final de julio de 2009.

### Dejando "Beautiful Downtown Burbank"
El 11 de octubre de 2007, NBC Universal anunció que venderá sus estudios en Burbank para construir una nueva instalación digital situada en el lote de Universal Studios, en un esfuerzo por combinar todos las operaciones de NBC Universal West Coast en una sólo área. Como resultado, los estudios y oficinas de KNBC, KVEA, y la oficina de NBC News en Los Ángeles será trasladados a una instalación digital nuevamente instalada adyacente a la Universal City Metro Red Line Station; sin embargo, el programa nocturno The Tonight Show permanecerá en el lote de Burbank hasta 2018. Los planes de construcción para la nueva instalación durarán aproximadamente cuatro años. En febrero de 2014 KNBC y KVEA se trasladan a Universal Studios en Universal City, California.

## Programación
KNBC ha sido activo en acontecimientos de comunidad por mucho tiempo, incluyendo emitir el desfile anual llamado el "Kingdom Day Parade" (que honró el cumpleaños del Dr. Martin Luther King, Jr.) en South Los Angeles hasta 2009 cuando la cobertura trasladó a KABC-TV, patrocinar la "Health and Fitness Expo Fair" dos días por año en el Centro de Convenciones de Los Ángeles cada verano, y ser la transmisora local en idioma inglés del Maratón de Los Ángeles cada año desde 2001 (su estación hermano, KVEA, emite una versión del acontecimiento en idioma español). La compañía de producción de Fred Roggins, el director y presentador principal de deportes en KNBC, produce la cobertura del Maratón en conjunto con KNBC/KVEA. La estación también produce Whipnotic, un programa de media hora sobre la cultura de automóviles de California del Sur, que es patrocinado por Al and Ed's Autosound.

### Programación sindicada
Programación sindicada en KNBC actualmente incluye The Nate Berkus Show, The Ellen DeGeneres Show, y Extra. KNBC coproduce Access Hollywood y su spin-off Access Hollywood Live, ambos emitidos por KNBC y otras estaciones poseídas y operadas por la NBC.
A partir del agosto de 2010, KNBC es uno de tres estaciones poseídas y operadas por NBC que distribuyen programación nacionalmente o regionalmente (junto con KNTV y WNBC).

## Televisión digital
El canal digital de la estación es multiplexado. NBC Weather Plus había sido emitido en el digital subcanal 4.2; la fuente nacional para este canal ya no es activo a partir del 1 de diciembre de 2008. El 3 de mayo de 2011, NBC California Nonstop reemplazó NBC Plus en el canal 4.2.
Canal digital
| Canales (virtual/física) | Programación                            |
| ------------------------ | --------------------------------------- |
| 4.1/36.1                 | Programación principal de KNBC / NBC HD |
| 4.2/36.2                 | NBC California Nonstop                  |
| 4.4/36.4                 | Universal Sports                        |

KNBC también tiene una fuente de DVB sobre IP del subcanal 4.1, etiquetado "KNBC-4.1," que se transmite en 1.83 megabits.

### Conversión analógico-digital
KNBC terminó programación en su señal analógica, en el canal VHF 4, el 12 de junio de 2009, como parte de la transición a la TV digital en los Estados Unidos, cuando el vicepresidente de ingeniería de KNBC, Richard Westcott, utilizó su ordenador para cambiar su tecnología de analógico a digital en el sala de control de KNBC, diciendo a alguien a "ejecutar el mensaje de 'luz nocturna'" hasta el 26 de junio. KNBC emite en alta definición en 1080p en el canal virtual 4.1, porque la programación de la cadena NBC use este formato particular.

### California Nonstop
NBC Local Media, una división de NBC Universal para estaciones poseídas y operadas por la NBC, había comenzado estrenar canales "nonstop" ("sin parar") en los subcanales digitales de sus estaciones. El servicio "Nonstop" comenzó en el canal 4.2 de WNBC en marzo de 2009, reemplazando el canal de NBC Weather Plus, y aprovisione noticieros adicionales (para complementar los del canal principal de WNBC en el canal 4.1), programación de asuntos públicos, reposiciones de programas emitidos por NBC News, y tales otros programas como las series LXTV y Open House. Versiones locales de NBC Nonstop fue lanzadas en Washington, D. C., Filadelfia, y Chicago durante el otoño de 2010, y después de meses de retrasos, California Nonstop lanzó el 3 de mayo de 2011 en los subcanales digitales de KNBC, KNSD, y KNTV, todos reemplazando NBC Plus; las tres estaciones poseídas por NBC en California colaborarán con la provisión de contenido para el canal. Cada estación producirá un noticiero local emitido cada día a los 19:00, adaptada para su mercado respectivo. Para las audiencias de Los Ángeles, Coleen Williams presentará el programa de una hora Nonstop News L.A.

## Operación de noticieros

### Emisiones
Actualmente, con la adición de California Nonstop, KNBC transmite 32 horas y media de noticias locales por semana, con 5 horas y media en cada día de la semana y 2 horas y media en los fines de semana. En los días de semana, el noticiero matutino "Today in LA" se emite a las 04:00 AM (hora del Pacífico), seguido por el noticiero del mediodía a las 11:00 AM de media hora, luego media hora de noticias a las 3:00 PM junto con el noticiero "NBC Nightly News" en vivo a las 3:30 PM, un bloque de dos horas a las 4:00 PM, una hora a media cuadra a las 6:00 PM, y una envoltura de 35 minutos a las 11:00 PM. En los fines de semana, bloques de noticias de una hora se emiten a las 07:00 AM y a las 6:00 PM. Un bloque de una media hora se emite a las 11:00 PM en los sábados, y una envoltura de 35 minutos se emite a las 11:00 PM en los domingos. Sin embargo, si el noticiero de las 18:00  se adelantarse para NBC Sunday Night Football, un noticiero especial de una hora se emite después del juego.

### Historia
Por los últimos 30 años, ha luchado contra otras estaciones operadas por cadenas de televisión, tales como KCBS-TV (canal 2) y KABC-TV (canal 7), para la primera posición entre operaciones de prensa en Gran Los Ángeles, aunque KCBS-TV no ha sido más de un factor hasta 2006. En las décadas de 1980, 1990, y 2000, los noticieros de KNBC tuvieron las mejoras clasificaciones en la región, superando a cada otra estación en clasificaciones de noticias y coincidiendo con las calificaciones de la cadena principal. En la actualidad, el noticiero de las 23:00 en el canal 4 se encuentra en tercer lugar. Sin embargo, la mayoría de los otros noticieros de la estación, incluyendo su popular programa de noticias de la mañana, Today in L.A. (el primer noticiero local de mañana en el área, a partir de 1986), están calificados en o cerca de la cima de las clasificaciones locales de prensas.
Los programas de noticias en el Canal 4 fueron conocidos colectivamente como el KNBC News Service durante la década de 1960 y a principios de los años 1970, antes de su renovación en la mitad de la década, con un nuevo título, NewsCenter 4. NBC había hecho cambios similares a sus salas de redacción en otros mercados al mismo tiempo, y el canal 4 compartió el título NewsCenter con estaciones hermanas en Nueva York, Washington D. C., y Chicago. Los noticieros de KNBC fueron los últimos que retiraron del título NewsCenter, cambiando su título en 1982 a News 4 L.A. antes de adoptar el título actual, Channel 4 News, en 1985. Mientras KNBC llegó a ser conocido en el aire como NBC 4 en 1995, la marca Channel 4 News fue tan bien establecida en el sur de California que el apodo se mantuvo hasta 2011, cuando se cambió a "NBC 4 News" después de 26 años.
Los noticieros generalmente adoptan un enfoque más "grave" sobre tales cuestiones como la política, el gobierno, el sistema de educación, y la economía, que otros noticieros en Los Ángeles. En las noches de elecciones, KNBC emite una edición especial ampliada de su noticiero de las 23:00 para mostrar los primeros resultados electorales. KNBC es notable en el área de Los Ángeles por el hecho de que no presenta persecuciones de vehículos en vivo. Por lo tanto, cuando sus competidores directos, KCBS-TV y KABC-TV, cambian a cobertura de persecuciones por la policía, el canal 4 sigue en su noticiero regular, mientras que el personal preparan una historia de noticia regular sobre la persecución para emisión en un noticiero más tarde.
En 2006, KNBC embarcó en un canal de noticias llamado News Raw, presentado por Mekahlo Medina. El canal de noticias, en el canal digital 4.4 y muchos sistemas locales de cable digital, ofrece actualizaciones de noticias cada hora, bromea las noticias que saldrá al aire en el canal estándar, y proporciona información adicional sobre noticias de última hora. En 2008, cuando Universal Sports se puso en marcha, News Raw se convirtió en un canal a tiempo parcial, inicialmente en 4.4 y más tarde en 4.2, cuando US amplió a las 24 horas del día. El horario actual es desde el 12:00 hasta el 17:00, de lunes a viernes.
Otro programa, The Local Story, comenzó en julio de 2006, teniendo una mirada en profundidad a una historia local importante en las noticias. Fue presentado por el periodista veterano de televisión Ross Becker, y se canceló para dar paso a The Ellen DeGeneres Show, pero continuó siendo mostrado en línea. En octubre de 2006, el programa volvió a las ondas de radio, siendo emitido a las 16:30, pero fue eliminado definitivamente a mediados de noviembre del mismo año.
En septiembre de 2006, un nuevo programa llamado comenzó, llamado YourLA TV, que contó con videos de cosas interesantes que estaban sucediendo en el área del sur de California. Vídeos y comentarios presentados por usuarios a través de Myspace se mezclan con los perfiles de la gente común similar a PM Magazine.
Durante muchos años, KNBC tenía un noticiero a las 16:00. Se abandonó en 2002, a favor del programa de entrevistas del Dr. Phil McGraw, que se trasladó a KCBS-TV en 2005, y fue reemplazado por el Show de Ellen DeGeneres. La estación también había un noticiero de una hora a las 11:00, titulado Midday Report, que desde entonces ha sido reducida a una media hora antes de ser finalmente cancelado al inicio de las Juegos Olímpicos de Vancouver 2010.
KNBC comenzó a producir sus noticieros en alta definición el 14 de julio de 2008, convirtiéndose en la quinta estación en el mercado de Los Ángeles que lo hizo. Su estación hermana en español, KVEA, y hermano anterior KWHY-TV, también hicieron el cambio a alta definición para sus noticieros al mismo tiempo. Los noticieros de KNBC fueron mejorados también con un nuevo conjunto nuevo y un nuevo paquete de gráficos producido por NBC ArtWorks, con sede en Fort Worth, Texas.

#### Historia del equipo periodístico
El personal actual de KNBC incluye los presentadores de noticias Chuck Henry, Colleen Williams, el meteorólogo jefe Fritz Coleman, y el director deportivo Fred Roggin. Henry, Williams, Coleman, y Roggin componen el equipo de noticias de la estación para los noticieros de las 17:00 y las 23:00, mientras que Henry copresenta el noticiero de las 18:00 con Lucy Noland. Roggin y Coleman son los miembros más notables del personal actual de KNBC. Roggin es conocido nacionalmente por su trabajo con NBC Sports y sus apariciones en The Tonight Show. Roggin también fue el presentador de un programa sindicado, Roggin's Heroes, y también se puede ver en Early Today. Roggin también es un locutor para cobertura de deportes olímpicos en NBC. Coleman también hace apariciones ocasionales en The Tonight Show, y una vez presentó el programa nocturno de variedad It's Fritz, que fue presentada localmente en KNBC durante 1989 y la década de 1990. Colleen Williams también aparece a veces a nivel nacional, presentando informes ocasionales para MSNBC y NBC News.
KNBC ha tenido un personal muy estable a lo largo de los años. Williams, Roggin, y Coleman han trabajados para la estación por más de 25 años. Paul Moyer, un presentador antiguo en KNBC, trabajó por dos temporadas en el canal 4, originalmente desde 1972 hasta 1979 (cuando dejó para trabajar en su rival KABC-TV, donde pasó 13 años) y desde julio de 1992 hasta su retiro en mayo de 2009. Al igual que Moyer, Chuck Henry también fue uno de los pilares en KABC-TV, antes de trasladar a Burbank en enero de 1994. Actualmente produce (a través de su compañía de producción auto-titulado) la serie de viaje Travel Cafe, que se emite los fines de semana por KNBC. Kelly Lange, Stu Nahan, John Schubeck, Tritia Toyota, Jess Marlow, David Sheehan, John Beard, y Nick Clooney son otros notables que han trabajado para los noticieros de KNBC en el pasado.
Tom Brokaw, un presentador antiguo de The Today Show y NBC Nightly News, comenzó su carrera con NBC como un presentador y reportero en KNBC, a partir de 1966. Salió de la estación de trabajo exclusivamente para la cadena principal en 1973. Otros notables que trabajaron en KNBC temprano en sus carreras (antes de ir a la cadena principal) son Bryant Gumbel, Pat Sajak, Kent Shocknek, Bob Abernethy, Keith Morrison, Tom Snyder, y el reportero de consumo David Horowitz, cuya serie sindicada, Fight Back!, se originó en el Canal 4 y fue producido y distribuido por NBC y Westinghouse Broadcasting. En 1987, durante un noticiero de tarde, un paciente mental arma que estaba manejando un arma de fuego ganó acceso a los NBC Studios, y tomó Horowitz como su rehenes en vivo en el aire. Con el arma presiona a su lado, Horowitz tranquilamente leyó las declaraciones del atacante en la cámara. El hombre fue sorprendido sin identificación anterior como llevando una pistola de juguete, y fue arrestado por la policía local. Horowitz fue obligado a iniciar una campaña exitosa para eliminar armas "parecidos" en varios estados, incluyendo California y Nueva York.
La salida más polémica [cita requerida] era el del reportero de tiempo, Christopher Nance. En 2002 Nance fue despedido de KNBC después de años de lo que algunos [¿quién?] dicieron que fue un comportamiento amenazante y profano fuera del aire, contrario a su naturaleza exuberante y alegre en el aire. Poco después de su disparo, Los Angeles Magazine publicó un artículo sobre Nance y KNBC, más detallando sus problemas de conducta, incluyendo acusaciones de que había estado involucrado con una pasante en la estación, y había estado en altercados con muchos miembros del personal. Alega que la estación lo despidió debido a sus creencias cristianas, de acuerdo con su página web y el artículo de Los Angeles Magazine. En 2004 Nance demandó a su empleador anterior, citando que fue despedido debido a la discriminación racial y religiosa (Nance es afroamericano).

### Equipo periodístico en la actualidad

#### Presentadores
A partir del agosto de 2011.
- Chuck Henry - lunes a viernes a las 17:00, las 18:00, y las 23:00 (11 horas; Lunes - Jueves 17:00, 18:00 y 23:00); ha servido desde 1994.
- Colleen Williams - lunes a viernes a las 17:00 y las 23:00 (domingo 11 horas; Lunes - Jueves, 17:00 a 23:00); ha servido desde 1985.
- Lucy Noland - lunes a viernes a las 18:00, ha servido desde 2011.
- Alycia Lane - lunes a viernes por la mañana de Today in L.A. (copresentadora 04:30-07:00); ha servido desde 2009).
- Kathy Vara - lunes a viernes por la mañana de Today in L.A. (copresentadora 04:30-07:00); sirvió desde 1994 hasta 2001, y otra vez hasta 2010).
- Andy Adler - fin de semana por la mañana de Today in L.A. (copresentadora 07:00-08:00), reportero de asignaciones generales desde 2010.
- Ted Chen - fin de semana por la mañana de Today in L.A. (copresentadora 07:00-08:00), reportero de asignaciones generales desde 1995.
- Robert Kovacik - fin de semana por la tarde, reportero de asignaciones generales desde 2004.
- Stephanie Elam - fin de semana por la tarde, reportero de asignaciones generales desde 2011.
- Lynette Romero - Lunes a viernes por la mañana de Today in L.A. desde 2022.
- Annabelle Sedano - Lunes a viernes por las tardes, desde 2023.

#### El tiempo
- Fritz Coleman - meteorólogo jefe, noches de semana a las 17:00, 18:00, y 23:00, desde 1982; también ha servido como el meteorólogo por los noches de semana para la afiliada de NBC, KNSD-TV en San Diego, California. Retirado desde 2020.
- Carl Bell - meteorólogo, ha presentado el tiempo en Today in L.A. durante los fines de semana por la mañana desde 2003.
- Elita Loresca (tiene un Sello de Aprobación de la AMS, y es un miembro de la AMS y de la NWA) - meteorólogo, ha presentado el tiempo en Today in L.A. durante las días de semana por la mañana desde 2007.
- Byron Miranda (miembro del NWA)[10] - meteorólogo por las tardes de los fines de semana desde 2011.
- Belen DeLeon - meteoróloga matutina
- Melissa McGee - meteoróloga nocturna
- David Biggar - meteorólogo viurno
- Shanna Mendiola - meteoróloga de fin de semana
- Stephanie Olmo - meteoróloga de fin de semana

#### Deportes
- Fred Roggin - Director de Deportes, entre semana a las 18:00 y las 23:00, desde 1980, (también el presentador deportivo de Early Today y el presentador de GSN Live, The Challenge, y la cobertura en KNBC de la Maratón de Los Ángeles).
- Mario Solis - Deportes ancla; por la noche los fines de semana desde 2001 (también el presentador deportivo de Early Today y el presentador de Whipnotic), trabajó anteriormente en las estaciones de televisión en español KMEX (1987-1994) y KVEA (1994-2001) en Los Ángeles.
- Bill Seward - periodista deportivo (también de relleno en el ancla).

#### Reporteros
- Kim Baldonado - reportera de asignaciones generales desde 1996 a 2022. Trabajó anteriormente en KCAL-TV de 1992 a 1995. Retirada desde 2023.
- Cary Berglund - interés humano reportero características desde 2004; presentador y reportero anterior de KCAL-TV.
- Ana Garcia - periodista de investigación desde 2003; presentador anterior de KABC.
- Joel Grover - periodista de investigación desde 2003; reportero anterior de KCBS-TV.
- Patrick Healy - reportero de asignaciones generales desde 1984.
- Dr. Bruce Hensel - reportero de ciencia y salud desde 1987.
- John Cadiz Klemack - reportero de asignaciones generales desde 2008.
- Jennifer Bjorklund - reportera de asignaciones generales desde 2000, y presentadora anterior de Today in L.A.
- Mekahlo Medina - presentador de Raw News desde 2006.
- Conan Nolan - corresponsal principal desde 1986 (también el copresentador de KNBC News Conference).
- María Parques - reportero en el Inland Empire Bureau desde 1992.
- Nischelle Turner - reportera de entretenimiento y estilo de vida.
- Gordon Tokumatsu - reportero de asignaciones generales desde 1983.
- Vikki Vargas - reportera en el Orange County desde 1982. Retirada desde 2023.
- Beverly White - reportera de asignaciones generales desde 1992 (también una presentadora sustituta). Retirada desde 2023.
- Sean Murphy - reportero de tráfico en Today in L.A. durante los días de semana desde 2010.
- Toni Guinyard - reportera de asignaciones generales.
- Jinah Kim - reportera de asignaciones generales.
- Angie Crouch - reportera de asignaciones generales.
- Stephanie Stanton - reportera independiente.

### Personalidades notables en el pasado
| - John Beard (actualmente en WGRZ) - Ross Becker - Victor Bozeman - locutor (fallecido) - Tom Brokaw (semirretirado de NBC News) - Jim Brown - Nick Clooney - Linda Douglass - Bryant Gumbel - David Garcia (fallecido) - David Horowitz - Desiree Horton - Kyung Lah - Jack Latham (fallecido) - Kelly Lange - presentador de noticias por mucho tiempo - Jess Marlow - Robert W. Morgan (fallecido) - Keith Morrison (actualmente con NBC News) - Paul Moyer (retirado) - Stu Nahan (fallecido) | - Kevin O'Connell (actualmente en WGRZ) - Warren Olney - Jack Perkins - Ross Porter - Francis Gary Powers (fallecido) - Donald Rickles - locutor (fallecido) - Danny Romero (actualmente con KABC-TV) - Michele Ruiz - Pat Sajak (actualmente el presentador de Wheel of Fortune) - Tracie Savage - John Schubeck (fallecido) - David Sheehan - Kent Shocknek (actualmente con KCBS-TV) - Tom Snyder - (fallecido) - Steve Somers - Don Stanley - locutor (fallecido) - Peggy Taylor - locutor (fallecido) |

## Presentación de los noticieros y la estación

### Títulos de noticieros
- Coca-Cola News (1949–1950)
- Ford News (1950–1954)
- Jack Latham and The News (1954–1960)
- The Fifth Hour/Sixth Hour/Eleventh Hour Report (1960–1971)
- News 4 (1966–1971)
- KNBC News Service (1971–1975)
- NewsCenter 4 (1976–1982)
- News 4-L.A. (1982–1985)
- Channel 4 News (1985–2011)
- NBC 4 News (2011–present, también usado en TitanTV.com)

### Eslóganes
- It All Adds Up on Channel 4 (1968–1969)
- Channel 4, Proud As A Peacock! (1979–1981; versión localizada de una campaña publicitaria de NBC)
- Channel 4, Our Pride Is Showing (1981–1982; versión localizada de una campaña publicitaria de NBC)
- We're Channel 4, Just Watch Us Now (1982–1983; versión localizada de una campaña publicitaria de NBC)
- Channel 4 There, Be There (1983–1984; versión localizada de una campaña publicitaria de NBC)
- Channel 4, Let's All Be There (1984–1986; versión localizada de una campaña publicitaria de NBC)
- Number One in Southern California (1985–1993; eslogan also used by KABC in the 1980s)
- Come Home To Channel 4 (1986–1987; versión localizada de una campaña publicitaria de NBC)
- Come on Home To Channel 4 (1987–1988; versión localizada de una campaña publicitaria de NBC)
- This is Channel 4, Southern California's Most Watched Television Station (1988–1990)
- Come Home To The Best, Only on Channel 4 (1988-1990; versión localizada de una campaña publicitaria de NBC)
- Channel 4, is The Place To Be! (1990-1992; versión localizada de una campaña publicitaria de NBC)
- It's A Whole New Channel 4 (1992-1993; versión localizada de una campaña publicitaria de NBC)
- Coverage You Can Count On (1993–1995 y 2000–2002)
- Number One Station For News (1996–1998)
- Working 4 You (1998–2000)
- Trust Experience (2003–2008)
- We're 4 L.A. (2008–present; eslogan primario)
- Locals Only (2008–present; eslogan secundario)